# Soppedaneo

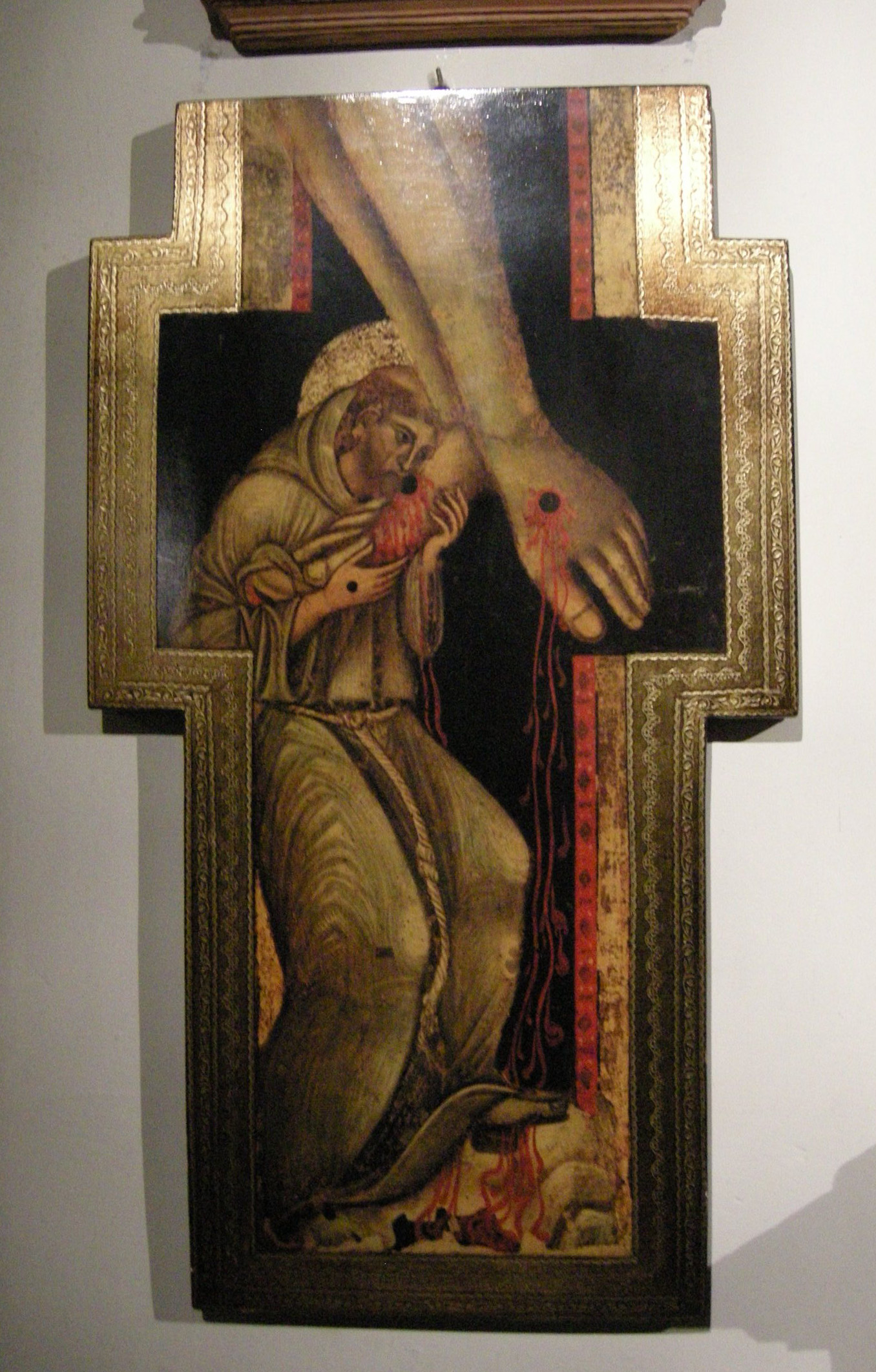
Il soppedaneo di un crocifisso perduto con San Francesco che bacia i piedi di Cristo, chiesa di San Biagio a Petriolo, Firenze

Il soppedàneo o suppedàneo, detto anche piedicroce o calvario, in pittura è il tabellone inferiore alla base della croci sagomate e dipinte: letteralmente significa l'asse su cui si appoggiano i piedi (di Cristo sulla croce).
Nelle croci più antiche, di matrice bizantina, contiene rappresentazioni dipinte, in quelle più tarde, dal gotico in poi, una più semplice rappresentazione del Golgota con le ossa e il teschio di Adamo: tale rappresentazione ha importanti significati simbolici, sia perché il legno della croce si voleva nato dall'Albero della Vita che era fiorito dal teschio di Adamo morto, sia perché il teschio, bagnato dal sangue di Cristo, simboleggiava la redenzione offerta da Cristo dal Peccato originale dei progenitori (per questo vene chiamato anche calvario).